# Óblast de Chernígov
La óblast de Chernígov (en ucraniano: Чернігівська область, romanizado: Cherníhivska óblast o Чернігівщина, romanziado: Cherníhivshchina) es una óblast (provincia) en el nordeste de Ucrania. Su capital es Chernígov.
Tiene una superficie de 32.000 km² y su población alcanza en 2020 los 991 294 habitantes.
Es una de las provincias con menos habitantes, pero desde el accidente de Chernóbil, se ha incrementado bastante su población. La mayoría son voluntarios que se prestan para limpiar la zona o servicios médicos que contribuyen a ayudar a la ciudad de Slavútich, una ciudad construida para albergar a los afectados por la catástrofe de Chernóbil.

## Subdivisiones
Luego de la reforma territorial de 2020, la óblast se divide en los siguientes cinco raiones:
- Raión de Koriúkivka (capital: Koriúkivka)
- Raión de Nizhyn (capital: Nizhyn)
- Raión de Nóvhorod-Síverski (capital: Nóvhorod-Síverski)
- Raión de Priluki (capital: Priluki)
- Raión de Chernígov (capital: Chernígov)

Koriúkivka
Nizhyn
Nóvhorod-Síverski
Pryluky
Chernígov

## Ciudades más importantes
- Bájmach
- Bobróvitsia
- Borzná
- Chernígov
- Gorodniá
- Ichnia
- Koriúkivka
- Mena
- Nizhyn
- Nósivka
- Nóvhorod-Síverski
- Oster
- Priluki
- Seménivka
- Snovsk